# Ficinia spiralis
Ficinia spiralis é um junco costeiro da família Cyperaceae, endêmico da Nova Zelândia (incluindo as Ilhas Chatham). Originalmente muito difundida, ele sofreu muito com a competição com a Ammophila arenaria introduzida e com o pastoreio de animais e agora tem apenas uma distribuição irregular.

## Descrição

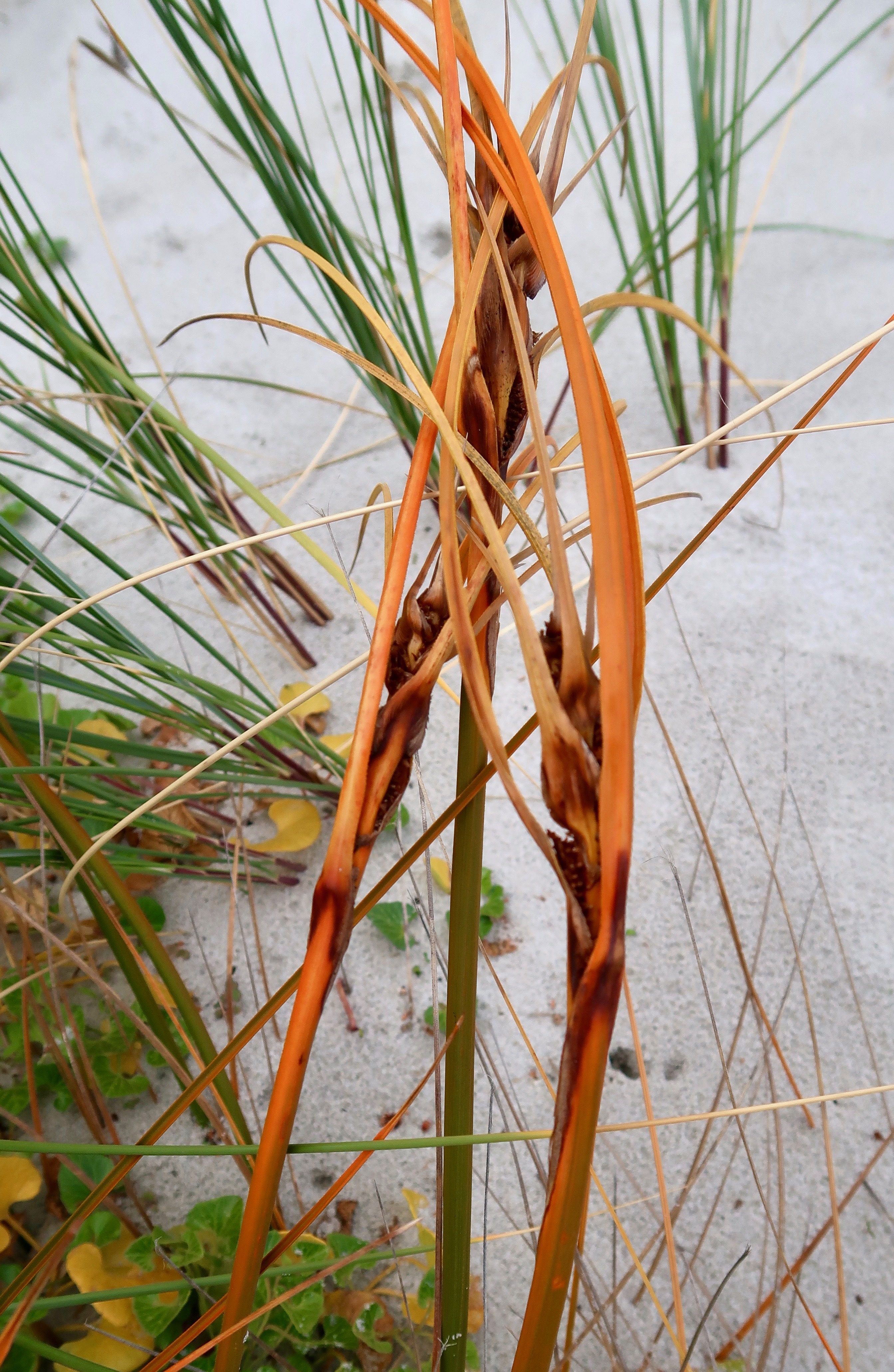
Cabeças e brácteas de sementes de Ficinia spiralis

Ficinia spiralis é uma planta robusta, semelhante à grama, com 30 a 90 cm de altura, da família dos juncos, encontrada em dunas de areia ativas. Ela é encontrada apenas na Nova Zelândia e é facilmente distinguida de outras espécies de dunas, como a Spinifex sericeus [en] ou a Ammophila arenaria. Vistas à distância, as manchas da Ficinia spiralis têm um tom alaranjado característico.
A maioria das plantas produz estolhos longos, prostrados e resistentes, semelhantes a cordas, que se arrastam ao longo da superfície da areia até serem enterrados pela areia movediça, deixando exposta apenas a parte superior das folhas. Algumas populações do sul da Ilha do Sul produzem plantas densas, semelhantes a touceiras, sem estolhos extensos.
Várias folhas duras e de textura áspera são produzidas em tufos densos em caules curtos e eretos bem espaçados, ao longo do comprimento dos estolhos. As folhas estreitas têm de 2 a 5 mm de largura, com cores que variam do verde brilhante quando jovens ao amarelo-dourado e ao laranja profundo nas plantas maduras.
Pequenas flores marrom-escuras aparecem na primavera e estão dispostas em espiral em grupos apertados ao redor dos 10-30 cm superiores do caule ereto, intercaladas com brácteas semelhantes a folhas. As sementes são brilhantes, marrom-escuras, em forma de ovo, com 3 a 5 mm de comprimento, e amadurecem e caem no início do verão. Também pode se reproduzir vegetativamente com seus estolhos.

## Taxonomia
A Ficinia spiralis foi descrita cientificamente pela primeira vez por Achille Richard em 1832, e recebeu o nome de Isolepis spiralis. Em 1853, Joseph Dalton Hooker a colocou no gênero Desmoschoenus. Em 2010, A. M. Muasya e P. J. de Lange fundiram o gênero Desmoschoenus em Ficinia depois que suas pesquisas mostraram que os dois eram indistinguíveis.

## Na cultura
Um nome Maori para Ficinia spiralis é ngā tukemata o Tāne, ou “sobrancelhas de Tāne”:
No início dos tempos, houve um grande conflito entre Tane Mahuta, Deus da Floresta, e seu irmão Takaroa, Deus do Mar. Takaroa ficou com ciúmes do sucesso de Tane Mahuta em separar Ranginui, o Pai Celestial, de Papa-tu-a-nuku, a Mãe Terra. Tane Mahuta tentou acabar com a guerra entre eles e, em sinal de paz, arrancou suas sobrancelhas e as deu a Takaroa. O ciúme de Takaroa era tão grande que ele não conseguiu perdoar Tane em seu coração e jogou as sobrancelhas de volta na praia. Lá elas crescem hoje como Pikao (Ficinia spiralis), o junco da areia dourada, como a fronteira entre a floresta e o mar e, em sua raiva contínua, Takaroa ainda está lutando contra os domínios de Tane Mahuta.

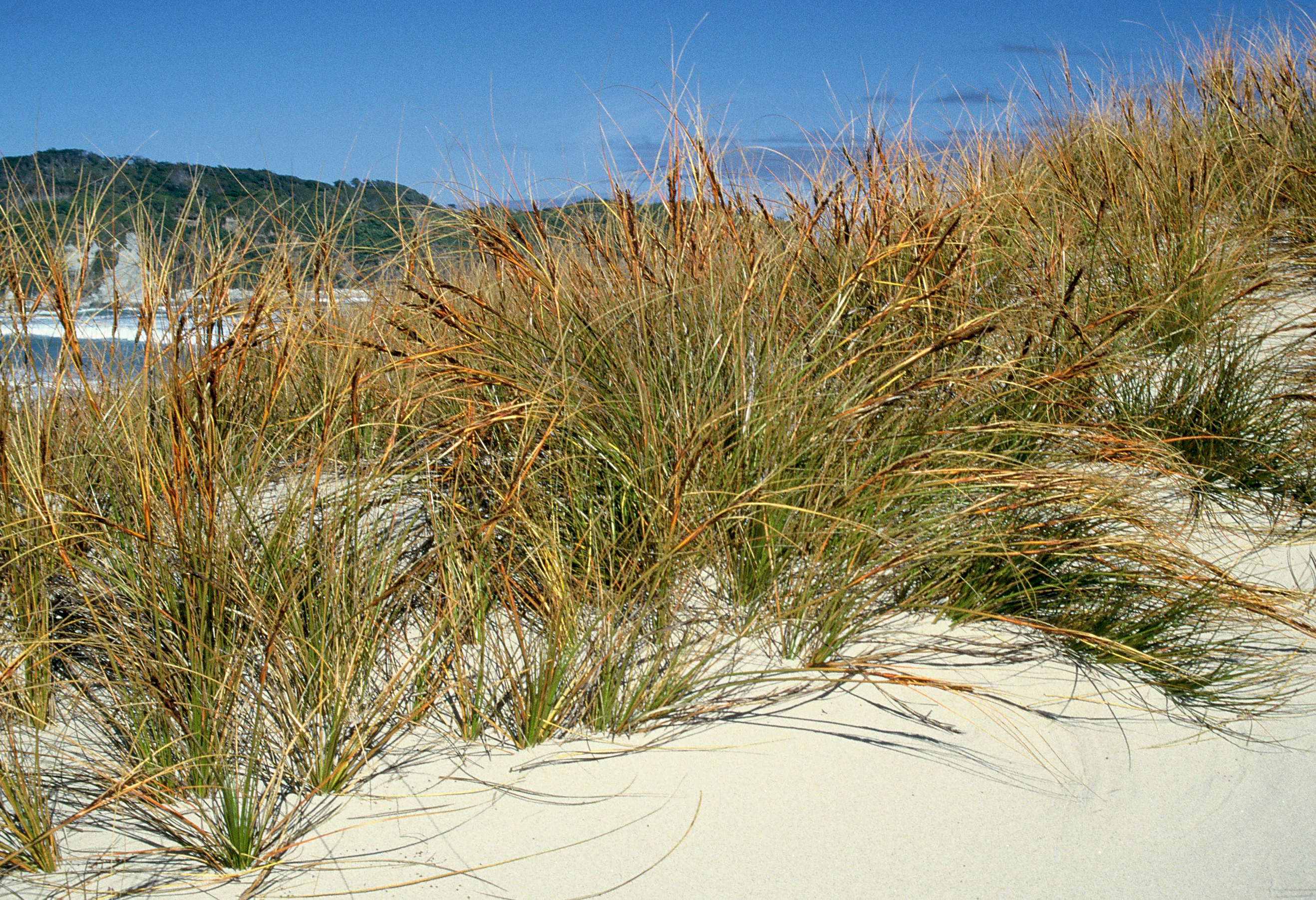
Ficinia spiralis crescendo na Praia de Waitutu, en

As folhas, que ficam amarelas brilhantes quando secam, são usadas pelos maoris na tecelagem tradicional, especialmente na construção de chapéus (pōtae), bolsas (kete) e tapetes (whāriki). Também é usada para criar painéis decorativos de tukutuku [en] em um wharenui [en]. O comprimento, a largura e a resistência das folhas para a tecelagem variam entre as populações que crescem em diferentes áreas. As folhas também eram usadas pelos maoris para fazer coberturas.

## Conservação
A Ficinia spiralis é uma importante planta de fixação de areia, mas é superada por espécies de fixação de areia introduzidas, como a Ammophila arenaria e a Pinus radiata, e por ervas daninhas introduzidas, como a Lupinus arboreus [en]. A Ammophila arenaria e os pinheiros criam dunas mais estáveis, portanto, durante a colonização, grandes áreas de Ficinia spiralis foram queimadas. Atualmente, a Ficinia spiralis está restrita a manchas dispersas na costa da Nova Zelândia e é ativamente plantada por grupos comunitários e pelo Departamento de Conservação da Nova Zelândia [en] ao restaurar ecossistemas nativos.